# 美丽地宝兰
美丽地宝兰（学名：Geodorum pulchellum）为兰科地宝兰属下的一个种。